# Base Mérimée

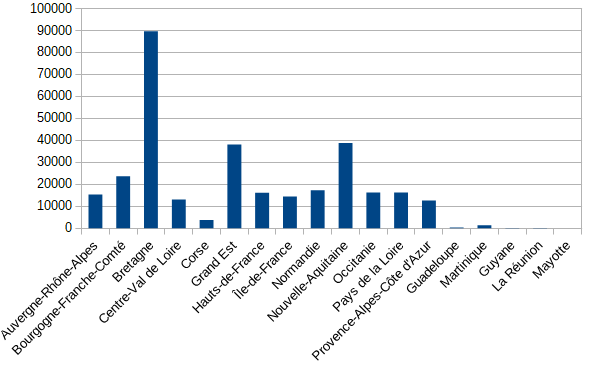
Počet záznamů Mérimée v jednotlivých regionech Francie v roce 2020.

Base Mérimée (česky Mériméova databáze) je databáze francouzského ministerstva kultury, která zahrnuje stavební, archeologické a další kulturní památky ve Francii. Je pojmenována po druhém generálním inspektorovi historických památek, kterým byl v letech 1834–1860 Prosper Mérimée. Zahrnuje objekty jednak prohlášené za historické památky a dále umístěné na všeobecný seznam národního dědictví (inventaire général du patrimoine culturel).

## Obsah
Databáze byla založena v roce 1978 a od roku 1995 je zpřístupněna online. Je pravidelně rozšiřována a aktualizována. V roce 2005 čítala kolem 200 000 údajů ke kulturním památkám, ze kterých bylo 147 000 zapsáno na všeobecný seznam národního dědictví a 42 000 bylo prohlášeno historickými památkami. Zahrnuje sakrální i světské stavby z oblasti zemědělství, vzdělávání, vojenství, průmyslu jako jsou kostely, kaple, paláce, zámky, hrady, továrny, ale také parky a zahrady. Ke 35 000 záznamům jsou připojeny ilustrace a fotografie z Base Mémoire, která uchovává vyobrazení francouzských památek. Pro 13 500 objektů jsou online zpřístupněny jejich úřední spisy.

## Struktura záznamů
Záznamy mohou být zpřístupněny buď přes vyhledávací formulář nebo podle tematických seznamů, kde jsou seřazeny abecedně. Každý záznam obsahuje k danému objektu jeho název, polohu, datum vyhlášení ochrany a přesné vymezení toho, co je chráněno (části budovy apod.). Připojeny mohou být také informace o staviteli nebo architektovi, z jakého období budova nebo její chráněné části pochází a nezřídka rovněž krátké texty k dějinám o stavbě nebo jejích majitelích. Může zde být i hyperlink k souvisejícím údajům z Base Palissy, kterážto databáze zahrnuje francouzské chráněné movité památky jako např. nábytek, malby, kostelní náčiní apod.